# Перес, Даниэль (футболист, 2002)
Даниэ́ль Алеха́ндро Пе́рес Ко́рдова (исп. Daniel Alejandro Pérez Córdova; родился 17 января 2002, Каракас, Венесуэла) — венесуэльский футболист, нападающий клуба «Клуб НКСТ».

## Футбольная карьера
Даниэль — уроженец Каракаса, столицы Венесуэлы. Футболом начинал заниматься в командах «Атлетико Венесуэла» и «Фрательса», позже перебрался в команду «Метрополитанос». Впервые появился на поле в венесуэльской Примере 25 февраля 2018 года в поединке против «Португесы», выйдя на замену на 69-й минуте. Всего в дебютном сезоне провёл четыре встречи.